# Нариньяни, Александр Семёнович
Алекса́ндр Семёнович Наринья́ни (2 ноября 1937 года, Москва — 26 апреля 2010 года, там же) — советский и российский учёный, кандидат физико-математических наук, академик РАЕН (1999, членкор 1997). В 1992—2002 директор Российского Научно-исследовательского института искусственного интеллекта, после чего директор по научной работе там же.

## Биография
Родился в армянской семье известного советского фельетониста Семёна Нариньяни, семья которого бежала из Карабаха во время очередной тюрко-армянской резни.
Окончил с отличием школу, после чего поступил в Московский инженерно-физический институт по специальности «инженер-электрик по электронным вычислительным машинам», который окончил в 1963 году, написав дипломную работу на тему «Проектирование компьютера на основе пороговой логики». В следующем году устроился на работу в Вычислительном центре Сибирского отделения АН СССР. Там он проработал до 1988 года. В 1972 году защитил диссертацию на соискание учёной степени кандидата физико-математических наук по теме «Aсинхронные вычислительные процессы над общей памятью». Им была подготовлена рабочая записка «О советской программе форсированного развития ЭВМ» (02.08.1985 г.). "Выдающимся советским ученым" характеризовал А. С. Нариньяни доктор наук генерал Владимир Овчинский. Последний также ссылается на свидетельство Побиска Кузнецова, согласно которому: "Нариньяни в рамках программы КГБ и Генштаба получил первый распределенный суперкомпьютер".
С 1988 по 1992 год  генеральный директор государственной научной фирмы «Интеллектуальные технологии».

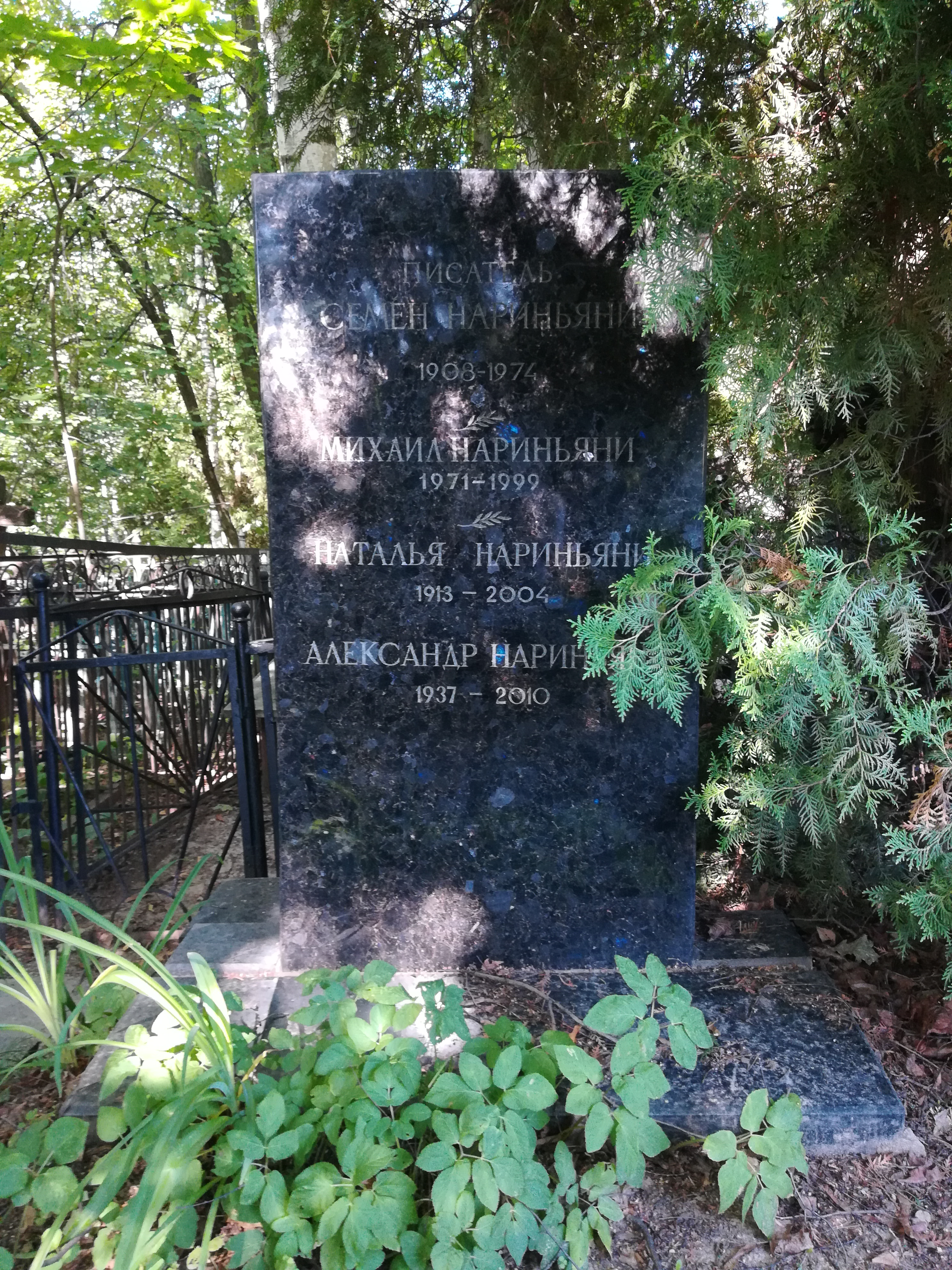

Похоронен на Переделкинском кладбище.

## Научные труды
Работы Александра Семёновича Нариньяни посвящены изучению искусственного интеллекта, учёный также был одним из пионеров в области речевого ввода компьютерных команд.
- Асинхронные вычислительные процессы над памятью // Кибернетика. 1966. № 3
- Недоопределенность в системах представления и обработки знаний // Известия АН СССР. Техн. кибернетика. 1986. № 5
- Недоопределенное календарное планирование. Новые возможности // Информационные технологии. № 1. М., 1997
- Между эволюцией и сверхвысокими технологиями. Новый человек ближайшего будущего // Вопросы философии. 2008. № 4
- ИИ: философский камень или камень преткновения? // Труды 10-й нац. конф. по искусственному интеллекту. Обнинск, 2006. В 3-х т. Т. 3. М., 2006.

## Примечание
1. ↑  Георгий Александрович Никитин «Записки москвича»: Детство-2(1933—1941). Дата обращения: 22 января 2012. Архивировано 2 октября 2013 года.
2. 1 2  Цифровая экономика и советская кибернетика. Дата обращения: 11 февраля 2025. Архивировано 18 августа 2021 года.
3. ↑  Могила А. С. Нариньяни. Дата обращения: 26 мая 2017. Архивировано 13 июня 2017 года.